# Simopteryx gaurusaria
Simopteryx gaurusaria là một loài bướm đêm trong họ Geometridae.